# Список апокаліптичних і постапокаліптичних творів
Апокаліптична фантастика — це піджанр наукової фантастики, в якому описується кінець цивілізації через потенційну катастрофу, таку, як ядерна війна, пандемія, вторгнення інопланетян, зіткнення космічних тіл, кібернетичне повстання, технологічна сингулярність, дисгеніка, надприродні явища, глобальні зміни клімату, виснаження ресурсів чи інше загальне лихо. Постапокаліптична фантастика описує світ чи цивілізації після однієї із перерахованих катастроф. Часові рамки можуть відрізнятися, і описувати події відразу після катастрофи та зосереджувати увагу на стражданнях або психології тих, хто вижив, або значно пізніше, і може містити описи того, що існування цивілізації до катастрофи було забуто (або міфологізовано).
Апокаліпс — грецьке слово, що означає кінець світу. Апокаліптицизм — це релігійна віра у те, що буде апокаліпсис. Термін спочатку позначав одкровення Божої волі, але згодом почав відноситься до віри в те, що кінець світу настане дуже скоро, можливо, навіть протягом власного життя.
Апокаліптична художня література не описує стихійні лиха, катастрофи, чи майже катастрофи, які не призводять до апокаліпсису. Загроза апокаліпсису не робить фантастичний твір апокаліптичним. Наприклад, фільми «Армагеддон» і «Зіткнення з безоднею» вважаються фільмами-катастрофами, а не апокаліпсисами, оскільки, Землі чи людству загрожує катастрофа, але їм вдається уникнути руйнування. Також, апокаліптична фантастика — це не те саме, що антиутопії. Наприклад, роман Джорджа Орвелла «1984» — це антиутопія, а не апокаліптична фантастика.
Стаття містить список постапокаліптичних літературних, кінематографічних і музичних творів.

### Українські
- 1992 — Володимир Кузьменко — «Перегони з дияволом»
- 2000 — Андрій Дашков — «Звір в океані»
- 2000 — Дяченки Марина та Сергій — «Армагед-дом»
- 2002 — Андрій Дашков — «Блідий вершник, Чорний Валет»
- 2006 — Євген Філімонов — «Час криги і вогню»
- 2011 — Юрій Щербак — «Час смертохристів: Міражі 2077 року»
- 2012 — Юрій Щербак — «Час Великої Гри. Фантоми 2079 року»
- 2014 — Юрій Щербак — «Час тирана. Прозріння 2084 року»
- 2018 — Андрій Цаплієнко — «Стіна»
- 2019 — Ігор Сілівра — «Межа людини»
- 2020 — Дарія Піскозуб — «Машина»
- 2022 — Антон Івахнов — «Остання душа»
- 2022 — Анатолій Шкарін — «Вижити»
- 2023 — Олександр Білогура, Олена Терещенко — «Терімен»
- 2023 — Дарія Піскозуб — «Гемма»
- 2023 — Дмитро Скочко — «Сміття. Харківський детектив у часи постапокаліпсиса»
- 2023 — Світлана Тараторіна — «Дім солі»
- 2024 — Ірина Кацімон, «Мрії з піску»

### Інші
- Альберто Панаско, «Post Bombum»
- Джон Крістофер, «Смерть трави»
- Стівен Кінг, «Туман»
- Джон Броснан, «Небесні володарі», трилогія
- Тім Ла Хей і Джеррі Б. Дженкінс, «Залишені», трилогія
- Гарлан Еллісон, «Хлопець і його пес»
- Джеймс Баллард, «Знищені світи», цикл
- Брюс Стерлінг, «Розпад»
- Філіп Дік, «Передостання істина»
- Альфред Бестер, «Не по правилах»
- Маргарет Етвуд, «Онікс і Коростель»
- Невіл Шют, «На березі»
- Джеф Нун, «Покинуті машини»
- Девід Брін, «Листоноша»
- Джон Лукас і Джон Віндем, «Відхилення від норми»
- Дейв Воліс, «Молодий світ»
- Пол Андерсон, «Люди неба»
- Робер Мерль, «Мальвіль»
- Беркем аль Атомі, «Мародер 1, 2»
- Орсон Кард, «Люди на краю пустелі»
- Пет Мерфі, «Місто кілька років потому»
- Станіслав Лем, «Кінець світу о восьмій годині»
- Семюел Ділейні, «Коштовності Ептора»
- Саймон Кларк, «Кривава купель», «Цар кров»
- Пол Андерсон, «Зима над світом»
- Фрідріх Дюренмат, «Зимова війна в Тибеті»
- Зеб Шилкот, «Джаг 1-7»
- Джон Крістофер, «Довга зима»
- Лі Брекет, «Довге завтра»
- Джеймс Герберт, «Вторгнення»
- Томас М. Діш «Геноцид»
- Пірс Ентоні, «Вар — майстер палиці»
- Вільям Тенн, «Венера — планета чоловіків»
- Джек Вільямсон, «Тераформована Земля»
- Ральф Пітерс, «Війна 2020 року»
- Герберт Франке, «В кінці часів»
- 1970 — Кір Буличов — «Остання війна» (роман) — війна
- Андрій Уланов, «Автоматна балада»
- Сергій Михайлов, «Але пекло не вічне»
- Олександр Бушков, «Анастасія»
- Олексій Фомін, «Атипова пневмонія»
- Ірина Юр'єва, «Брама життя»
- Олексій Бобл, «Воїни Зони»
- Віталій Сєртаков, «Демон і бродяга», «Демон проти Халіфату», «Демон-імператор», «Діти сумерек»
- Олександр Бачило, «Допомогти можна живим»
- Сергій Тармашев, «Древній 1-3»
- Сурен Цормудян, «Другого шансу не буде»
- Андрій Щупов, «Запрошення в пекло»
- В'ячеслав Рибаков, «Зима», «Перший день спасіння»
- Олексій Щербаков, «Інтервенція»
- Едуард Скобелєв, «Катастрофа»
- Володимир Контровський, «Крик із майбутнього»
- Андрій Лівадний, «Лайбен за прізвиськом Стікс»
- Олександр Лоскутов, «Найвища цінність 1, 2»
- Дмитро Глухівський, «Метро 2033», «Метро 2034»
- Олег Кулагін, «Московський лабіринт»
- Захар Петров, «МУОС»
- Вадим Словенко, «Ми — сили»
- Антон Антонов, «Попіл наших кострів» Дилогія
- Володимир Вольний, «На руїнах світу»
- Константин Якименко-Сегедський, «Остання світова. Історія одного снайпера»
- Павло Шумілов, «Переведи мене через майдан»
- Антон Парамонов, «Піднебесся»
- Валентин Сілич, «Помри, щоб жити»
- Роман Глушков, «Привід для паніки»
- Ігор Гор, «Проект „Повелитель“»
- Андрій Самойлов і Всеволод Глуховцев, «Смерті немає»
- В'ячеслав Шалигін, «Час вогню»
- Олександр Доронін, «Чорний день»
- Федір Крашенников «Після Росії»

## Кінематограф

### 1981
- Шалений Макс (англ. Mad Max; 12 квітня 1981, Австралія)
- Шалений Макс 2 (англ. Mad Max 2: The Road Warrior; 24 грудня 1981, Австралія)

### 1985
- Шалений Макс 3 (англ. Mad Max Beyond Thunderdome; 10 липня 1985, Австралія)

### 1983
- Остання битва (фр. Le dernier combat; 1983, Франція)

### 1988
- Сіндзюку — місто демонів (1988, Японія)

### 1995
- Водний світ (1995, США)
- Смертельний вірус (англ. Terminal Virus, 1995)

### 1998
- Trigun (Аніме, 1998, Японія)
- Євангеліон (Аніме, 1998—2009, Японія)

### 1999
- Двохсотлітня людина (1999, США)
- Грозове каміння (1999, Австралія)
- Плем'я (1999—2003 Нова Зеландія)

### 2000
- Поле битви — Земля (2000, США)

### 2002
- 28 днів потому (2002, Англія)
- Трагедія месника (англ. Revengers Tragedy, 2002, Англія)

### 2003
- Дивовижні дні — мультфільм 2003 року виробництва Південної Кореї.

### 2004
- Яблучне зернятко (Аніме, 2004, Японія)

### 2005
- Війна світів (англ. War of the Worlds; 13 червня 2005, США)

### 2006
- Біля твоїх дверей (англ. Right at Your Door; 23 січня 2006, США)
- Дев'ять десятих (англ. 9/tenths; 24 лютого 2006, США)
- Пляжна вечірка на порозі Пекла (англ. The Beach Party at the Threshold of Hell; 23 червня 2006, США)
- Єрихон (англ. Jericho; 20 вересня 2006, США; телесеріал)
- Дитя людське (англ. Children of Men; 22 вересня 2006, Англія/США/Японія)
- Єрихон (телевізійний серіал) (2006, США)
- Виток (англ. Origin: Spirits of the Past, 2006, Японія)

### 2007
- Я — Легенда (2007) (англ. I Am Legend; 14 грудня 2007, США)
- Оселя зла 2, 3, 4 (англ. Resident Evil: Extinction; 21 вересня 2007, Німеччина/США/Франція/Англія/Австралія)
- 28 тижнів потому (англ. 28 Weeks Later; 10 травня 2007, Англія)
- Останній вартовий (англ. The Last Sentinel; 12 травня 2007, США)
- Я — Омега (англ. I am Omega; 18 листопада 2007, США; відеофільм)
- Афросамурай (Аніме, 2007, Японія)
- Майстри наукової фантастики: Ідеальна втеча (англ. Masters of Science Fiction: A Clean Escape; 4 серпня 2007, США; епізод телесеріалу)

### 2008
- 20 років потому (2008, США)
- Ті, що вижили (англ. Survivors, 2008—2010, Англія)
- Гріхи Кассян (англ. Casshern Sins, 2008—2009, Японія)
- Судний день (англ. Doomsday;14 березня 2008, Шотландія/Англія)
- Місто Ембер (англ. City of Ember; 2008, США)
- Життя після людей (англ. Life After People, 2008—2011, США)

### 2009
- Король тернів (Аніме, 2009, Японія)
- Дорога (англ. The Road, 2009, США)

### 2010
- Книга Ілая (2010, США)
- Сталкери. Ядерна сім'я (англ. Nuclear Family, 2010, США)
- Останні сім (англ. The Last Seven, 2010, Англія)
- Воїн доріг (англ. Downstream, 2010, США)
- Ізгої (англ. Outcasts, 2010—2011, Англія)

### 2011
- Зомбі Апокаліпсис (англ. Zombie Apocalypse, 2011, США)
- 2016: Кінець ночі (англ. Hell, 2011, Німеччина, Швейцарія)
- Терра Нова (англ. Terra Nova, 2011, Австралія)

### 2012
- Батарейка (англ. The Battery, 2012, США)
- Мертвий сезон (англ. Dead Season, 2012, США)
- Революція (англ. Revolution, 2012—2013, США)

### 2013
- Зомбіленд (англ. Zombieland, 2013, США)
- Колонія (англ. The Colony, 2013, Канада)
- Тепло наших тіл (англ. Warm Bodies, 2013, США)
- Всесвітня війна Z (англ. World War Z, 2013, США)

### 2014
- Сотня ( англ. The Hundred, США)
- Залишені (англ. Left behind, США)

### 2015
- Шалений Макс: Дорога гніву (англ. Mad Max: Fury Road; 7 травня 2015, США/Австралія)

## Музика
- Absolution — альбом гурту Muse, випущений в 2004 році.

## Відеоігри
- Wasteland (1988, Interplay)
- Bad Blood (1990, Origin)
- BurnTime (1993, Max Design)
- Fallout: A Post Nuclear Role Playing Game (1997, Interplay)
  - Fallout 2 (1998, Black Isle Studios)
  - Fallout Tactics: Brotherhood of Steel (2001, Micro Forté та 14 Degrees East)
  - Fallout 3 (2008, Bethesda Softworks)
  - Fallout: New Vegas (2010, Obsidian Entertainment)
- Meat puppet (1997, Kronos Digital Entertainment)
- X-COM: Apocalypse (1997, Mythos Games)
- Krush, Kill 'n Destroy (1997, Melbourne House)
  - KKnD: Xtreeme
  - KKnD2 (1998, Melbourne House)
- Вангери (1998, К-Д ЛАБ)
- Command & Conquer: Tiberian Sun (1999, Westwood Studios/Electronic Arts)
  - Command & Conquer: Tiberian Sun - Firestorm (2000, Westwood Studios/Electronic Arts)
- Gorky 17 (1999, Metropolis Software)
  - Горький 18: Чоловіча робота (1999, Snowball/1С)
- Soldiers of Anarchy (2002, Silver Style Entertainment)
- Bandits: Phoenix Rising (2002, GRIN)
- UFO: Aftermath (2003, ALTAR Interactive)
  - UFO: Aftershock (2005, ALTAR Interactive)
- Half-Life 2 (2004, Valve Corporation/Electronic Arts)
  - Half-Life 2: Episode One (2006, Valve Corporation/Electronic Arts)
  - Half-Life 2: Episode Two (2007, Valve Corporation/Electronic Arts)
- Black Town (2004, VEV & Black_Lion)
- The Fall: Last Days Of Gaya (2005, Silver Style Entertainment)
- Койоти. Закон пустелі (2005, Arise/1C)
- Ex Machina[en] (2005, Targem Games)
  - Ex Machina: Меридіан 113 (2006, Nival Interactive: Targem studio)
- Карибска Криза (2005, G5 Software)
  - Карибська Криза: Льодовиковий Похід (2005, G5 Software)
- Ground Zero: Genesis of a New World (2006, destraX Entertainment Software/GMX Media)
- Hellgate: London (2007)
- S.T.A.L.K.E.R.: Тінь Чорнобиля (2007, GSC Game World)
  - S.T.A.L.K.E.R.: Чисте небо (2008, GSC Game World)
    - S.T.A.L.K.E.R.: Поклик Прип'яті (2009, GSC Game World)
- Сімбіонт (2008, Targem/Бука)
- Collapse (2008, Creoteam/Бука)
- Left 4 Dead (2008, Valve Software)
- Earthrise (2009, Masthead Studios)
- Metro 2033: The Last Refuge (2010, 4A Games)
- Rage (2010, id Software/Electronic Arts)

### Online-ігри
- Fallout Online: Revival
- Корпорації
- 8th Day
- AfterWorld
- AWplanet
- Fallen Earth
- Black Town (Чорне місто)
- Край Світу
- D.O.T. Danger. Online. Tactics
- LAVA Online
- TimeZero
- sky2fly
- Total Influence
- UFO Online
- U.N.I.T. Online